# Rhyacia signata
Rhyacia signata är en fjärilsart som beskrevs av Barend J. Lempke 1962. Rhyacia signata ingår i släktet Rhyacia och familjen nattflyn. Inga underarter finns listade.